# Dornier Do 435
O Dornier Do 435 foi um projecto da Dornier para um avião de combate nocturno, alimentado por dois motores. Foi baseado no Dornier Do 335 Pfeil.